# Call Me a Mack
"Call Me a Mack" é o primeiro single de R&B lançado por Usher para a trilha sonora do álbum Poetic Justice. A canção foi lançada em 1993 pela gravadora Epic Records e foi produzido por Tim Thomas e Teddy Bishop. Posicionou-se na 56ª colocação da parada estadunidense Billboard's Hot R&B/Hip-Hop Songs.

## Faixas e formatos
| A-side |                  |                                          |         |  |
| N.º    | Título           | Compositor(es)                           | Duração |  |
| 1.     | "Call Me a Mack" | Usher Raymond , Tim Thomas, Teddy Bishop | 4:03    |  |

| B-side |                                |         |  |
| N.º    | Título                         | Duração |  |
| 1.     | "Call Me a Mack (extramental)" | 4:03    |  |

| United States Vinil |                                              |         |  |
| N.º                 | Título                                       | Duração |  |
| 1.                  | "Call Me a Mack (versão Vincent's 48Hr Mix)" | 6:20    |  |
| 2.                  | "Call Me a Mack (versão Xtra Bit)"           | 4:03    |  |
| 3.                  | "Call Me a Mack (versão do álbum)"           | 4:03    |  |
| 4.                  | "Call Me a Mack (versão Crazycool Mix)"      | 5:32    |  |
| 5.                  | "Call Me a Mack (versão percussamental)"     | 4:39    |  |